# James L. Pugh

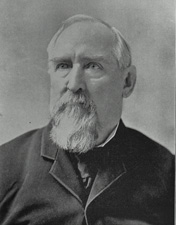
James L. Pugh

James Lawrence Pugh (* 12. Dezember 1820 im Burke County, Georgia; † 9. März 1907 in Washington D.C.) war ein US-amerikanischer Politiker (Demokratische Partei). Er vertrat den Bundesstaat Alabama in beiden Kammern des US-Kongresses sowie im Konföderiertenkongress.
Pugh wurde in Georgia geboren, zog aber schon 1824 mit seinen Eltern nach Alabama. Er studierte die Rechte, wurde 1841 in die Anwaltskammer aufgenommen und arbeitete als Jurist in Eufaula; überdies betätigte er sich in der Landwirtschaft.
Als Mitglied der Demokratischen Partei gehörte James Pugh 1848 und 1856 jeweils dem Electoral College zur Wahl des US-Präsidenten an. Am 4. März 1859 trat er sein Amt als Abgeordneter im US-Repräsentantenhaus an; kurz vor Ende der Legislaturperiode legte er sein Mandat am 21. Januar 1861 nieder.
Während des Amerikanischen Bürgerkrieges diente er in der Konföderiertenarmee und bekleidete bei den Eufaula Rifles, dem ersten Alabama-Regiment, den Rang eines Private. Pugh betätigte sich während der Sezession auch als Politiker und wurde 1861 sowie 1863 ins Repräsentantenhaus des Konföderiertenkongresses gewählt.
Nach dem Krieg arbeitete er zunächst wieder als Jurist. Erst 1875 kehrte er als Mitglied des Verfassungskonvents von Alabama in die Politik zurück; im folgenden Jahr war er zum dritten Mal Wahlmann bei einer US-Präsidentschaftswahl. Als US-Senator George S. Houston am 31. Dezember 1879 starb, trat Pugh dessen Nachfolge im Kongress an. Er beendete dessen bis zum 2. März 1885 dauernde Amtszeit und wurde zweimal bestätigt, sodass er bis zum 3. März 1897 im Senat verblieb. Für eine vierte Amtsperiode bewarb er sich nicht. James Pugh ließ sich in Washington nieder, wo er im März 1907 starb.